# Nørre Lyndelse Kirke
Nørre Lyndelse Kirke er en kirke i Nørre Lyndelse Sogn i Faaborg-Midtfyn Kommune.
Kirken ligger ved landevejen fra Odense til Fåborg midt i Nørre Lyndelse. Den tidligste kilde til landsbyen stammer fra 1300-tallet og omtaler også kirkens sognepræst, "Nicholaus in Lundløsæ".
Kirken har traditionelt haft nær tilknytning til sognets herregård, Bramstrup. Herregårdens skiftende ejere blev i senest 1500-tallet begravet i kirken, ligesom der er en heraldisk udsmykning i korhvælvet fra o. 1555 over medlemmer af Brockenhuusslægten på Bramstrup. Kirken var dog ejet af Kronen efter reformationen 1536. Kronen overdrog patronatsretten til Københavns statholder, Christoffer Gabel, hvilket må være sket før dennes død 1673. Ved udredningen af hans ejendom 1686 overgik kirken til svigersønnen, Jørgen Rantzau. Allerede året efter blev den atter knyttet til Bramstrup, da herregårdens ejer, Frederik Gersdorff, fik patronatsretten, og kirken lå herefter til herregården frem til 1914, da den overgik til selveje.

## Bygning
Kirken er i sin kerne en romansk kvaderstensbygning af hvilken skibet er bevaret. I senmiddelalderen blev der udført betydelige ændringer på bygningen. Først rejstes et tårn i vest, så blev der indsat hvælv i skibet og opført både sakristi og våbenhus på nordsiden (mod landsbyen). O. 1500 blev det romanske kor nedrevet og erstattet af et langhuskor.
I 1500-tallets anden halvdel blev kirkens udseende forandret igennem en række ombygninger. Først blev langhuskoret overhvælvet 1553, og der blev etableret begravelser for slægten Brockenhuus i koret. Siden blev vinduesåbningerne ombygget, inden facader og gavle blev omdannet i renæssancens formsprog med svungne profiler (de nuværende er rekonstruerede 1969-70 under inspiration fra Ringe Kirke) og tårnets klokkestokværk endelig blev helt fornyet o. 1584.

## Kalkmalerier
En kalkmalet udsmykning fra o. 1553-55 i korets første og andet fag blev fremdraget 1981. De omfatter en bygningsindskrift i nordre kappe af korets første hvælv med ordlyden: "Tette arbeit er fulkommit 1553/ er betalet met M Marck 70 marck 30 skelling" (altså 1070 mark og 30 skillinger). Indskriften henviser utvivlsomt til arbejderne med korets overhvælving.
En skjoldfrise er malet i østre kappe af langhuskorets andet hvælv med våben, navne og dødsår for: "Michel Brockenhws/ 1555", "Peder Brockenhws/ 1547" og "Clavs Friis" og mod nord for: "Kar(en) Ly(kke/ 1562)", "Margrete Brockenhws/ 1517" og "Iacob Bille/ 1555". Der er tale om Mikkel Brockenhuus til Bramstrups slægtninge og indskriften er knyttet til deres begravelser i koret.
En renæssanceindskrift(?) er malet i våbenhuset, men selvom indskriften kan identificeres som latinsk, kan den ikke tydes længere.

## Inventar
Kirkens eneste bevarede middelalderlige inventarstykke er den romanske døbefont med udhuggede figurer, fire store figurer i højt relief og tilknyttede, lavere relieffer imellem dem. Fonten er beslægtet med stenhuggeren Hvicmannes arbejder.
Prædikestolen er indrettet 1572 og formentlig bekostet eller udført på initiativ af sognepræst Mads Hansen Brændekilde. Den hører til en større gruppe af fynske renæssanceprædikestole, der navnlig kendes på arkadefelternes U-formede pilastre, mens udformningen af bærebjælken som et mandshoved er blandt de tidligste eksempler på denne på Fyn ret udbredte praksis.
Altersølvet er i sin kerne fra 1600-tallet og omfatter en alterkande fra 1610, der kan være udført af Anders Pedersen, København. Kanden er imidlertid først skænket 1694 af kirkeejerne Frederik Gersdorff og Edel Margrethe Krag, som også har skænket kirkens oblatæske 1695. Sygesættet er skænket af sognepræst Christen Rasmussen Schmidt 1629. Kalk og disk er fra 1661 og formentlig skænket af Christian Urne på Søbysøgård; et tilsvarende sæt er i Rynkeby Kirke.
Altertavlen er anskaffet o. 1832 på foranledning af sognepræst Ulrik Christian Mule, der ved sin ansættelse i kirken måtte konstatere, at kirken ingen havde. Der er tale om en nyklassicistisk tavle udformet som en tempelgavl med indsat maleri af Den Hellige Familie på hjemrejsen fra Egypten, malt efter et 1600-talsforlæg af Philippe de Champaigne eller hans kreds. I topgavlen er et relief af Det Altseende Øje, og samlet er altertavlens program altså Den Himmelske og Den Jordiske Treenighed.
Af den ældre altertavle er kun bevaret to englefigurer, hvis tunge kinder og fyldige hår vidner om, at tavlen var udført i Michael Tuisch' værksted omkring 1710-15 og formentlig har svaret nogenlunde til eksempelvis Kølstrup Kirkes.

## Gravminder
Der er bevaret tre gravsten i kirken, hvoraf den ældste er Peder Brockenhuus' våbensten fra o. 1547. Et epitafium over faderen, Mikkel Brockenhuus, er sat 1555. Det er et vigtigt eksempel på Øresundsområdets påvirkning af den tidlige fynske renæssance. Begge sten har oprindelig været i koret, og sammen med den kalkmalede våbenfrise har stenene givet dette karakter af en art gravkapel for slægten. Gravstenen over sognepræst Christen Fischer og Mariche Lomborg er fra o. 1725, mens monumentet over spædbarnet Dorothea Robertine Rasmussen er fra 1813 og udsmykket med hjørnerosetter. Det samme er tre ellers helt glatte liggesten fra samme tid, der nu er på kirkegården.
Det forhenværende sakristi på korets nordside blev omdannet til gravkapel for Brockenhuusfamilien. Det er uklart hvornår, men formentlig først efter slægten atter erhvervede Bramstrup 1722. Første begravelse var nok 1751, da Johan Frederik Brockenhuus blev indsat i "sine forfædres begravelse her ved kirken"; angivelig fordi man troede de ældre Brockenhuusere også var blevet begravet i sakristiet og ikke i koret. Gravkapellet blev sløjfet 1811.

## Eksterne kilder og henvisninger
- Nørre Lyndelse Kirke hos KortTilKirken.dk
- Nørre Lyndelse Kirke hos danmarkskirker.natmus.dk (Danmarks Kirker, Nationalmuseet)